# Исмайлова, Назиля
Назиля Исмайлова (азерб. Nazilə İsmayılova; род. 10 мая 1998) — азербайджанская тяжелоатлетка, чемпионка Африки 2023 года, бронзовая призёрка V Игр исламской солидарности.

## Биография
Назиля Исмайлова родилась 10 мая 1998 года.
В феврале 2020 года Исмайлова выступила на чемпионате Азербайджана в Шувеляне. Здесь она представляла клуб «Зирвя» и город Сумгаит. На этом чемпионате Исмайлова в абсолютной весовой категории с результатом 110 килограммов (50 в рывке и 60 в толчке) заняла 10-е место.
В апреле 2022 года Исмайлова стала серебряной призёркой чемпионата Азербайджана в Шувеляне в абсолютной весовой категории, показав результат 137 килограммов (61 в рывке и 76 в толчке).
В августе 2022 года Назиля Исмайлова выступила на V Играх исламской солидарности в турецкой Конье. Здесь она в весовой категории 45 килограммов выиграла бронзу в рывке (результат — 54 килограмма) и толчке (результат — 67 килограмма), а также по сумме двух действий (121 килограмм).
В ноябре 2022 года Исмайлова завоевала бронзовую медаль турнира памяти Наима Сулейманоглу в Анкаре в весовой категории до 49 килограммов с результатом 127 килограммов (55 в рывке и 72 в толчке)
В апреле 2023 года Назиля Исмайлова должна была принять участие на чемпионате Европы, проходившем в Армении, носившим лицензионный характер к Олимпиаде в Париже. С этой целью она в составе азербайджанской делегации из 12 человек прибыла в Ереван. Однако в связи с сожжением флага Азербайджана на церемонии открытия чемпионата, азербайджанская делегация снялась с турнира. По этой причине Международная федерация тяжёлой атлетики предложила Азербайджану вариант с выступлением на чемпионате Африки в Тунисе, который также является лицензионным к Олимпийским играм 2024. Федерация тяжёлой атлетики Азербайджана приняла данное предложение и в мае 2023 года Исмайлова выступила на этом турнире. В весовой категории до 45 килограммов, Исмайлова в рывке подняла 60 килограмм, а в толчке — 72 килограмма, показав общий результат 132 килограмма. С этими результатами Исмайлова стала чемпионкой Африки
В марте 2024 года, подняв в сумме двоеборья 127 кг (55 кг + 72 кг), заняла 5-е место на лицензионном Кубке мира в Пхутеке.